# Тиофосген
Тиофосге́н — оранжево-красная жидкость с резким запахом, дихлорангидрид монотиоугольной кислоты, сернистый аналог фосгена. Растворим в диэтиловом эфире, и других органических растворителях, гидролизуется водой, реагирует со спиртами. В больших концентрациях токсичен.

## Синтез
Тиофосген может быть получен при взаимодействии четыреххлористого углерода с серой или сероводородом при высоких температурах:
{\displaystyle {\mathsf {CCl_{4}+3S\rightarrow CSCl_{2}+S_{2}Cl_{2}}}},
однако эти методы не имеют препаративного значения.
И в лабораторной практике, и в промышленности тиофосген обычно синтезируют хлорированием сероуглерода с последующим восстановлением образующегося при хлорировании трихлорметилсульфенилхлорида (перхлорметилмеркаптана):
{\displaystyle {\mathsf {CS_{2}+3Cl_{2}\rightarrow CCl_{3}SCl+S_{2}Cl_{2}}}}
{\displaystyle {\mathsf {CCl_{3}SCl{\xrightarrow[{}]{H}}CSCl_{2}+2HCl\uparrow }}}
При восстановлении трихлорметилсульфенилхлорида используются различные восстановители, так, например, в лабораторной практике используется олово в соляной кислоте. В промышленности непрерывное хлорирование сероуглерода ведут в присутствии воды, что обеспечивает удаление образующегося в процессе монохлорида серы за счет гидролиза и в качестве восстановителя используется сероводород или диоксид серы.

## Биологические свойства
Очень токсичен.

## Реакционная способность и применение
Тиофосген является сильным электрофильным реагентом, однако менее активен, чем его кислородный аналог фосген.
Тиофосген медленно гидролизуется водой с образованием диоксида углерода, сероводорода и хлороводорода:
{\displaystyle {\mathsf {CSCl_{2}+2H_{2}O\rightarrow CO_{2}\uparrow +H_{2}S\uparrow +2HCl\uparrow }}}
Со спиртами и фенолами тиофосген образует реакционноспособные хлортиоформиаты:
{\displaystyle {\mathsf {ROH+CSCl_{2}\rightarrow ROCSCl+HCl\uparrow }}}
которые реагируют со спиртами, аминами и тиолами с образованием тиокарбонатов, дитиокарбонатов и тиокарбаматов соответственно:
{\displaystyle {\mathsf {ROCSCl+R'XH\rightarrow ROCSXR'\ \ \ X=O,S,NR_{2}}}}
С первичными и вторичными аминами тиофосген реагирует подобно фосгену: с одним эквивалентом амина он образует тиокарбамоилхлориды, которые при нагревании отщепляют хлороводород с образованием изотиоцианатов:
{\displaystyle {\mathsf {RNH_{2}+CSCl_{2}\rightarrow RNHCSCl+HCl\uparrow }}}
{\displaystyle {\mathsf {RNHCSCl\rightarrow RNCS+HCl\uparrow }}}
И тиокарбамоилхлориды, и изотиоцианаты при реакции с избытком амина образуют тиомочевины, эти реакции используются как препаративные методы синтеза изотиоцианатов и тиомочевин:
{\displaystyle {\mathsf {2RNH_{2}+CSCl_{2}\rightarrow RNHCSNHR+2HCl\uparrow }}}
При взаимодействии тиофосгена с кетиминами образуются α-хлоризотиоцианаты:
{\displaystyle {\mathsf {R_{2}C{\text{=}}NH+CSCl_{2}\rightarrow R_{2}CCl{\text{-}}NCS+HCl\uparrow }}}
Такие хлоризотиоцианаты стабильны только в случае отсутствия α-водородных атомов в заместителях, при наличии α-водородов от них отщепляется хлороводород, что ведет к образованию алкенилизотиоцианатов:
{\displaystyle {\mathsf {R_{2}CH-CRCl-NCS\rightarrow R_{2}C{\text{=}}CR{\text{-}}NCS+HCl\uparrow }}}
Тиофосген также ацилирует арилдиазокетоны с образованием α-хлортиоацилхлоридов:
{\displaystyle {\mathsf {ArCO{\text{-}}CH{\text{=}}N{\text{=}}N\rightarrow ArCO{\text{-}}CHCl{\text{-}}CSCl}}}
При окислении надбензойной кислотой тиофосген окисляется до S-оксида:
{\displaystyle {\mathsf {CSCl_{2}{\xrightarrow[{}]{[O]}}Cl_{2}C{\text{=}}S\to {O}}}}
Тиофосген подвергается фотохимической димеризации с образованием 2,2,4,4-тетрахло-1,3-дитиетана.